# Саратовская епархия
Сара́товская епа́рхия — епархия Русской православной церкви, объединяющая приходы и монастыри в средней части Саратовской области (в границах Аткарского, Базарно-Карабулакского, Балтайского, Вольского, Воскресенского, Новобурасского, Петровского, Саратовского, Татищевского и Хвалынского районов). Входит в состав Саратовской митрополии.
Епархиальный центр — Саратов.

## История
16 октября 1799 года из Тамбовской была выделена самостоятельная Саратовская и Пензенская епархия. Однако, «за неимением в Саратове удобного помещения для архиереев и духовной консистории» первый же архиерей новой кафедры, Гаий (Токаов), добился перемещения кафедры в Пензу и смены в 1803 году названия епархии на Пензенскую и Саратовскую.
Секретный комитет по делам о раскольниках обратил особое внимание императора Николая I на усиление раскола в Саратовской губернии, ввиду чего государь повелел 20 октября 1828 года восстановить в Саратове самостоятельную кафедру. Святейший Синод постановил 21 октября Саратовской епархии быть третьеклассной (после Пензенской), именоваться Саратовской и Царицынской, новому епископу в первое время пребывать в Саратовском Спасо-Преображенском монастыре. 3 ноября того же года решение Синода было утверждено императором.
После революции начались гонения на Церковь, достигшие своего пика в 1930-х годах. К концу 1930-х в Саратовской епархии не осталось ни одного действующего храма, большинство духовенства было или расстреляно, или находилось в лагерях и ссылках.
В военное время церковно-правительственные отношения стали постепенно изменяться, однако архиерей, назначенный в Саратов в 1941 году, после четырёхлетнего перерыва, не мог прибыть в свой кафедральный город, поскольку ни в нём, ни в Саратовской области действующих церквей не было. Возрождение церковной жизни епархии началось осенью 1942 года.
Решением Священного Синода от 5-6 октября 2011 года из состава Саратовской епархии выделены Балашовская и Покровская епархии.

## Названия
- Саратовская и Пензенская (16.X.1799 — 4.XII.1803)
- Пензенская и Саратовская (4.XII.1803 — 3.XI.1828)
- Саратовская и Царицынская (3.XI.1828 — ?)
- Саратовская и Астраханская (?)
- Саратовская и Петровская (1917—1923)
- Саратовская (1923—1937; 1941—1943)
- Саратовская и Сталинградская (1943—1944)
- Саратовская и Вольская (1945—1953)
- Саратовская и Сталинградская (1953—1954)
- Саратовская и Вольская (?)
- Саратовская и Балашовская (1954 — 26.XII.1957)
- Саратовская и Вольская (26.XII.1957 — 15.VII.1959)
- Саратовская и Сталинградская (15.VII.1959 — 1961)
- Саратовская и Волгоградская (1961 — 31.I.1991)
- Саратовская и Вольская (31.I.1991 — 05.X.2011)
- Саратовская (с 06.X.2011)

## Епископы
- 16 октября 1799 — 10 января 1808 — Гаий (Такаов)
  - после 4 декабря 1803 см. Пензенская епархия
- 29 ноября 1828 — 12 марта 1832 — Моисей (Богданов-Платонов-Антипов)
- 27 марта 1832 — 13 января 1847 — Иаков (Вечерков)
- 13 января 1847 — 15 апреля 1856 — Афанасий (Дроздов)
- 15 апреля 1856 — 17 июля 1860 — Иоанникий (Горский)
- 29 августа 1860 — 17 октября 1863 — Евфимий (Беликов)
- 13 января 1864 — 13 июля 1873 — Иоанникий (Руднев)
- 13 июля 1873 — 6 марта 1882 — Тихон (Покровский)
- 5 апреля 1882 — 16 декабря 1889 — Павел (Вильчинский)
- 16 декабря 1889 — 24 октября 1893 — Авраамий (Летницкий)
- 13 ноября 1893 — 16 января 1899 — Николай (Налимов)
- 16 января 1899 — 12 марта 1903 — Иоанн (Кратиров)
- 21 марта 1903 — 17 января 1912 — Ермоген (Долганов)
- 17 января 1912 — 30 июля 1914 — Алексий (Дородницын)
- 30 июля 1914 — 25 августа 1917 — Палладий (Добронравов)
- 25 августа 1917 — 27 октября 1927 — Досифей (Протопопов)
- 14 января 1924 — 6 марта 1926 — Андрей (Комаров) в/у
- 27 октября 1927 — 15 июня 1928 — Фаддей (Успенский)
- 15 июня 1928 — 11 августа 1933 — Серафим (Александров)
- 11 августа 1933 — 30 сентября 1935 — Афанасий (Малинин)
- 30 сентября 1935—1936 — Серафим (Силичев)
- 23 сентября 1936 — 22 октября 1937 — Вениамин (Иванов)
  - 1937—1941 — кафедра вдовствовала
- 9 декабря 1941 — 28 мая 1942 и 13 июля — 14 августа 1942 — Андрей (Комаров)
- 14 октября 1942 — 26 мая 1944 — Григорий (Чуков)
- 14 февраля 1945 — 13 января 1947 — Паисий (Образцов)
- 13 января 1947 — 4 марта 1949 — Борис (Вик)
- 21 октября 1949 — 12 декабря 1952 — Филипп (Ставицкий)  с титулом «Астраханский и Саратовский»
- 28 января 1953 — 31 июля 1954 — Гурий (Егоров)
- 4 февраля — 2 августа 1955 — Вениамин (Милов)
- 1955 — Иов (Кресович) в/у
- 28 ноября 1955 — 20 февраля 1958 — Вениамин (Федченков)
- 20 февраля 1958 — 29 мая 1963 — Палладий (Шерстенников)
- 29 мая 1963 — 22 декабря 1964 — Варфоломей (Гондаровский)
- 10 января 1965 — 10 декабря 1993 — Пимен (Хмелевский)
- 26 марта — 19 ноября 1994 — Нектарий (Коробов)
- ноябрь 1994 — июль 1995 — Прокл (Хазов) в/у
- 18 июля 1995 — 7 января 2003 — Александр (Тимофеев)
- 7 января — 19 августа 2003 — Сергий (Полеткин) в/у
- 19 августа 2003 — 25 августа 2020 — Лонгин (Корчагин)
- с 25 августа 2020 — Игнатий (Депутатов)

## Благочиния
Епархия разделена на 17 церковных округов:
- Саратовское Центральное благочиние — иерей Александр Чеботарёв
- Саратовское Восточное благочиние — иерей Александр Бородовицын
- Саратовское Северное благочиние — иерей Олег Грушин
- Саратовское Северо-Западное благочиние — иерей Алексий Булеков
- Саратовское Западное благочиние — протоиерей Димитрий Зверев
- Саратовское Южное благочиние — протоиерей Александр Домрачев
- Саратовское Юго-Западное благочиние — иерей Павел Тараканов
- Аткарское благочиние — иерей Роман Болотнов
- Базарно-Карабулакское благочиние — иерей Николай Протасов
- Балтайское благочиние — иерей Олег Жиляков
- Вольское благочиние — протоиерей Алексий Земцов
- Воскресенское благочиние — иерей Кирилл Суглобов
- Новобурасское благочиние — иерей Иоанн Ковач
- Петровское благочиние — иерей Сергий Протасов
- Татищевское благочиние — иерей Дионисий Уразаев
- Хвалынское благочиние — протоиерей Павел Усов
- Благочиние монастырей — иеромонах Серафим (Баранов)

## Монастыри
Мужские
- Никольский монастырь в Саратове
  - монастырское подворье в селе Слепцовка Татищевского района, настоятель — иеромонах Тихон (Чернов)
- Саратовский Спасо-Преображенский монастырь в Саратове
  - монастырское подворье в селе Рыбушка Саратовского района, настоятель — иеромонах Гермоген (Терещенко)

Женские
- Саратовский Алексиевский монастырь в Саратове
  - монастырское подворье в Саратове, настоятельница — игумения Феодосия (Бессонова)
- Сергиевский монастырь в селе Алексеевка Базарно-Карабулакского района
  - монастырское подворье в Саратове, настоятельница — игумения Сергия (Плахотник)
  - монастырское подворье в селе Ивановка Базарно-Карабулакского района, настоятельница — игумения Сергия (Плахотник)
- Иоанновский монастырь в селе Алексеевка Хвалынского района
- Владимирский монастырь в Вольске

Недействующие
- Саратовский Крестовоздвиженский монастырь в Саратове (женский)
- Хвалынский Троицкий монастырь в Хвалынске (мужской)
- Петровский Николаевский монастырь в Петровске (мужской)

## Учебные заведения
- Саратовская православная духовная семинария

Средние учебные заведения
- Образовательный центр по развитию детского и юношеского творчества при Саратовской православной духовной семинарии[3][4][5]
- Покровская православная классическая гимназия[6]
- Хвалынская православная классическая гимназия во имя святого мученика Александра Медема[7]